# Emblema della Repubblica Democratica Araba dei Sahrawi
L'emblema della Repubblica Democratica Araba dei Sahrawi è stato adottato nel 1976.
È composto da due fucili incrociati con la bandiera della Repubblica Democratica Araba dei Sahrawi appesa all'estremità. Sopra i fucili è raffigurata la mezzaluna islamica, ai lati due rami dorati di ulivo. Ai piedi dello stemma, su un nastro rosso, è riportato il motto in lingua araba حرية ديمقراطية وحدة (trad. "La libertà, la democrazia, l'unità").